# Stefkowa
Stefkowa – wieś w Polsce położona w województwie podkarpackim, w powiecie leskim, w gminie Olszanica. Leży przy DK84.
W latach 1975–1998 miejscowość administracyjnie należała do województwa krośnieńskiego.

## Historia

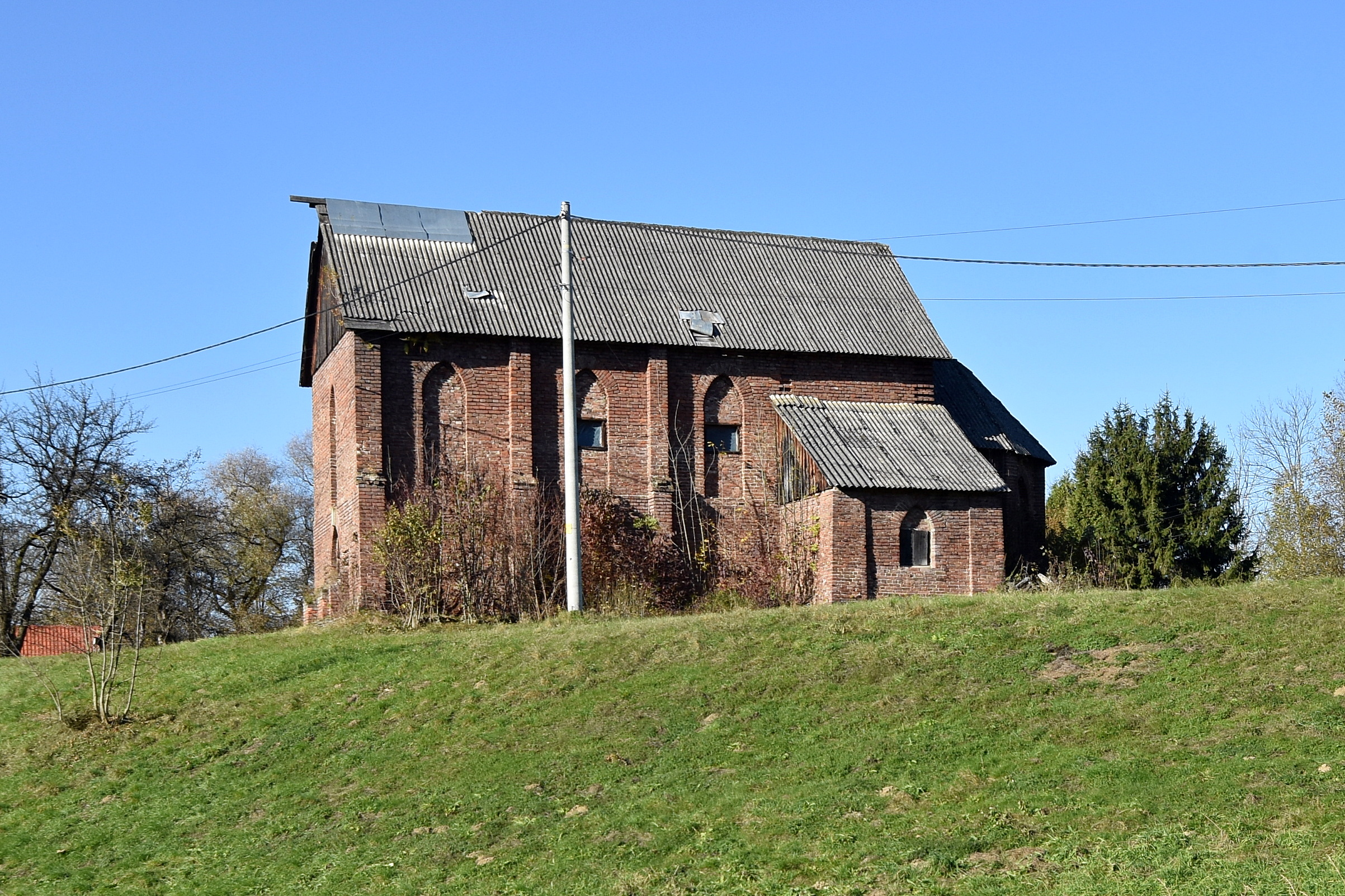
Nieukończony kościół

Pierwsza wzmianka o Stefkowej pochodzi z 1489 i nosiła nazwę „Stephova Vola” w Sobieńskich dobrach. Wieś była lokowana na prawie wołoskim przez Kmitów.
W połowie szesnastego wieku wieś przeszła w ręce Stadnickich. W 1526 była tu cerkiew, która spłonęła najprawdopodobniej od uderzenia pioruna. W pobliżu kościoła znajduje się płaski kurhan zwany „Mogiłą Tatarską”, na którym znajduje się cmentarz.
Podczas budowy kolei w 1872 znaleziono skarb składający się z kilku ozdób wytworzonych przez rzemieślników kultury otomani w epoce brązu.
W połowie XIX wieku właścicielami posiadłości tabularnej w Stefkowej byli spadkobiercy Górskiego i rodzeństwo Laskowskich.
W 1921 wieś liczyła 1218 mieszkańców: 1045 grekokatolików, 132 katolików i 41 wyznania mojżeszowego. 
Na wschodnim krańcu wsi znajduje się budynek neogotyckiego kościoła, nieukończony z powodu wybuchu II wojny światowej.

## Cerkiew
Cerkiew greckokatolicka pw. Świętej Paraskewy wybudowana w 1840, na miejscu starszej świątyni pod tym samym wezwaniem. Od 1953 budynek byłej cerkwi pełni funkcję kościoła filialnego pw. Niepokalanego Poczęcia NMP, rzymskokatolickiej Parafii Matki Bożej Pocieszenia w Olszanicy.